# Liste der österreichischen Botschafter in Polen
Polen war bis 1795 Königreich, dessen König von 1697 bis 1763 in Personalunion zum Kurfürstentum Sachsen stand. Zwischen 1795 und 1921 bestand kein souveräner polnischer Staat.
Der österreichische Botschafter residiert in der polnischen Hauptstadt Warschau.

## Missionschefs

### Gesandte im Königreich Polen und Großfürstentum Litauen
| Ernannt / Akkreditiert | Name                                         | Bemerkungen | ernannt während der Regierung von | akkreditiert während der Regierung | Posten verlassen |
| ---------------------- | -------------------------------------------- | --- | --------------------------------- | ---------------------------------- | ---------------- |
| 1517                   | Siegmund von Herberstein                     | | Maximilian I.                     | Sigismund I.                       |                  |
| 1589                   | Andreas von Jerin                            | |                                   |                                    | 1596             |
| 1655                   | Franz von Lisola                             | | Maximilian II.                    | Johann II. Kasimir                 | 1660             |
| 1662                   | Franz von Lisola                             | | Maximilian II.                    | Johann II. Kasimir                 | 1665             |
| 1678                   | Michael Wenzel von Althann                   | 1682–1683 Gesandter in Stockholm |                                   |                                    | 1679             |
| 1683                   | Karl Ferdinand von Waldstein                 | Zuvor in London, Sondergesandter |                                   | Johann III. Sobieski               |                  |
| 1700                   | Heinrich Johann Franz von Strattmann         | 1691–1693 Botschafter in London | Leopold I.                        | August II.                         | 1705             |
| 1702                   | analog zu Sachsen                            | | Leopold I.                        | August II.                         | 1763             |
| 1710                   | Johann Ernst von Herberstein                 | | Joseph I.                         | August II.                         | 1711             |
| 1720                   | Adam Erdody                                  | | Karl VI.                          | August II.                         |                  |
| 1722                   | Joseph Lothar von Königsegg-Rothenfels       | | Karl VI.                          | August II.                         |                  |
| 1723                   | Franz Karl von Mitrowitz                     | | Karl VI.                          | August II.                         |                  |
| 1729                   | Heinrich Wenzel von Wilczek                  | | Karl VI.                          | August II.                         | 1732             |
| 19. Aug. 1733          | Heinrich Wenzel von Wilczek                  | Heinrich Wilhelm Graf Wilczek (1665–1739) wurde zu mehreren diplomatischen Missionen verwendet, so zu Czar Peter dem Großen nach Moskau bezüglich der Rakoczy’schen Rebellion, später war er Gesandter am Hofe zu Warschau. | Karl VI.                          | August II.                         | 1736             |
| 1747                   | Miklós Esterházy de Galántha                 | außerordentlicher Gesandter | Maria Theresia                    | August III.                        |                  |
| 1763                   | Gottfried van Swieten                        | | Maria Theresia                    | August III.                        | 1764             |
| 15. Feb. 1764          | Gottfried von Swieten                        | | Maria Theresia                    | Stanislaus II. August Poniatowski  | 4. Aug. 1764     |
| 1764                   | Florimond Claude von Mercy-Argenteau         | Gesandter | Maria Theresia                    | Stanislaus II. August Poniatowski  |                  |
| 1765                   | –                                            | | Maria Theresia                    | Stanislaus II. August Poniatowski  | 7. Sep. 1772     |
| 7. Sep. 1772           | Karl Emeryk Aleksander Reviczky von Revisnye | | Maria Theresia                    | Stanislaus II. August Poniatowski  | 6. Nov. 1779     |
| 6. Nov. 1779           | Benedikt de Caché                            | Gesandter | Maria Theresia                    | Stanislaus II. August Poniatowski  | 28. Aug. 1780    |
| 28. Aug. 1780          | Johann Amadeus Franz von Thugut              | | Maria Theresia                    | Stanislaus II. August Poniatowski  | 28. Jan. 1783    |
| 28. Jan. 1782          | Benedikt de Caché                            | Geschäftsträger, Ende der Beziehung infolge der Abreise von Benedikt de Caché | Joseph II.                        | Stanislaus II. August Poniatowski  | 1. Juli 1794     |
| 1. Juli 1794           | dritte Teilungen Polens                      | | Franz II.                         | Stanislaus II. August Poniatowski  | 28. Dez. 1919    |

Durch den Vertrag von Sankt Petersburg vom 5. August 1772 zwischen Österreich, Russland und Preußen und jenem vom 23. Januar 1793 zwischen Russland und Preußen verlor Polen den Großteil seines Staatsgebietes an die Teilungsmächte. Durch den dritten Petersburger Vertrag vom 24. Oktober 1795 wurde der Rest des Königreichs unter Österreich, Russland und Preußen aufgeteilt.
Mit Beginn der dritten Teilungen Polens reiste der k.k. Geschäftsträger Benedikt de Caché am 1. Juli 1794 heimlich aus Warschau ab. Er hatte am 7. Juni 1794 den Urlaub für eine Kur in Karlsbad erhalten, 

„um sich mit guter Art von Pohlen zu entfernen. Der Vorwand des Urlaubs wir die Gelegenheit und Thunlichkeit verschaffen, solches ohne vielem Aufsehen und kompromitirenden Schritten zu bewerkstelligen. Bey dem stätten Wechsel der dortigen Umstände aber kann ich mich über das Quomodo nur auf Ihre Vorsicht und Klugheit verlaßen.“

Thugut, der bis vor kurzem noch Gesandter in Polen war, empfahl seinem einstigen Legationssekretär, „sich zur schicklichen Habung der etwa vorauszusehenden Anstände“ mit dem preußischen Gesandten „zu konzertiren“ und sagte zu, den polnischen Geschäftsträger nicht eher aus Wien abreisen zu lassen, „bis man nicht Ihre ungehinderte Abreise über die Pohlnische Gränze vernommen haben wird“. Als Thugut aus Berichten Cachés vom 1. und 8. Juli 1794 dessen „glückliche Abreise von Warschau und Ankunft in Thorn mit Vergnügen vernommen“ hatte, bemerkte er, „…Ihr Betragen während der seit April in Warschau erfolgten häßlichen Auftritte verdient den vollkommenen Beyfall…“

### Botschafter in der Republik Polen
| Ernannt / Akkreditiert | Name                            | Bemerkungen                           | ernannt während der Regierung von | akkreditiert während der Regierung | Posten verlassen |  |
| ---------------------- | ------------------------------- | ------------------------------------- | --------------------------------- | ---------------------------------- | ---------------- |  |
| 1914                   | Leopold Andrian                 | Generalkonsul im deutschen Warschau   | Franz Joseph I.                   | Wilhelm II.                        | 1917             |  |
| 28. Dez. 1919          | Alfons Knaffl-Lenz              |                                       | Michael Mayr                      | Józef Piłsudski                    | 28. Nov. 1921    |  |
| 28. Nov. 1921          | Nikolaus Post                   | [ 2 ]                                 | Michael Mayr                      | Józef Piłsudski                    | 1931             |  |
| Dez. 1932              | Max Hoffinger                   | Sohn von Rudolf und Harriet Hoffinger | Engelbert Dollfuß                 | Józef Piłsudski                    | Okt. 1936        |  |
| 1937                   | Heinrich Schmid                 |                                       | Kurt Schuschnigg                  | Ignacy Moscicki                    | 1938             |  |
| 1938                   | Maximilian Attems-Heiligenkreuz |                                       | Arthur Seyß-Inquart               | Ignacy Moscicki                    |                  |  |
| 1946                   | Wilhelm Engert                  |                                       | Leopold Figl                      | Boleslaw Bierut                    | 1949             |  |
| 1950                   | Walter Conrad-Eybesfeld         |                                       | Leopold Figl                      | Boleslaw Bierut                    | 1954             |  |
| 1954                   | Hermann Gohn                    |                                       | Julius Raab                       | Aleksander Zawadzki                | 1956             |  |
| 1956                   | Stephan Verosta                 |                                       | Julius Raab                       | Aleksander Zawadzki                | 1961             |  |
| 1962                   | Kurt Enderl                     |                                       | Josef Klaus                       | Edward Ochab                       | 1967             |  |
| 1975                   | Friedrich Zanetti               |                                       | Bruno Kreisky                     | Henryk Jablonski                   | 1982             |  |
| 2006                   | Alfred Längle                   |                                       | Wolfgang Schüssel                 | Lech Kaczynski                     | 25. Sep. 2009    |  |
| 25. Sep. 2009          | Herbert Krauss                  | [ 3 ]                                 | Werner Faymann                    | Lech Kaczynski                     | Okt. 2013        |  |
| Okt. 2013              | Thomas M. Buchsbaum             | [ 4 ]                                 |                                   |                                    | 2017             |  |
| 7. Nov. 2017           | Werner Almhofer                 | [ 5 ]                                 | Christian Kern                    | Andrzej Duda                       | 2021             |  |
| 2021                   | Andreas Stadler                 |                                       | Sebastian Kurz                    | Mateusz Morawiecki                 |                  |  |
|                        |                                 |                                       |                                   |                                    |                  |  |

Quelle: